# Death to the Daleks
A Death to the Daleks a Doctor Who sorozat hetvenkettedik rész, amit 1974. február 23.-a és március 16.-a között vetítettek négy epizódban.

## Történet
A TARDIS kényszerszállást végez az Exxilon bolygón, s egyúttal valami elszívja az energiáját. Hamarosan kiderül, hogy egy földi űrhajó, ami egy ritka ásványért érkezett, hasonló pácban van. Sőt nemsokára egy dalek űrhajó is hasonló csapdába esik. A primitív őslakóknak ugyanakkor nem tetszik a sok idegen...

## Epizódok listája
| Epizódok sorszáma | Bemutató napja    | Hossza | Nézők száma (millió) | Formátum             |
| ----------------- | ----------------- | ------ | -------------------- | -------------------- |
| 1                 | 1974. február 24. | 24:32  | 8,1                  | Pal 2-s videókazetta |
| 2                 | 1974. március 2.  | 24:25  | 9,5                  | Pal 2-s videókazetta |
| 3                 | 1974. március 9.  | 24:24  | 10,5                 | Pal 2-s videókazetta |
| 4                 | 1974. március 16. | 24:35  | 9,5                  | Pal 2-s videókazetta |

## Könyvkiadás
A könyvváltozatát 1978. július 20.-n adta ki a Target könyvkiadó.

## Otthoni kiadás
- VHS-n 1995. február 13.-n adták ki.
- DVD-n 2012. június 18.-n adták ki.
  - Az 1-s régióban 2012. július 10.-n adták ki.

### Fordítás
- Ez a szócikk részben vagy egészben  a   Death to the Daleks című angol Wikipédia-szócikk fordításán alapul.  Az eredeti cikk szerkesztőit annak laptörténete sorolja fel. Ez a jelzés csupán a megfogalmazás eredetét és a szerzői jogokat jelzi, nem szolgál a cikkben szereplő információk forrásmegjelöléseként.